# Эксперимент по управляемому крушению Boeing 727
Управля́емое круше́ние Boeing 727 — эксперимент по управляемому крушению пассажирского самолёта, организованный в 2012 году несколькими телеканалами США и Великобритании, и проведённый командой учёных и пилотов в мексиканской пустыне Сонора. В ходе эксперимента дистанционно управляемый Boeing 727-212 с установленными на нём многочисленными камерами, датчиками и манекенами для краш-тестов, совершил преднамеренную грубую посадку на дно высохшего озера Лагуна Салада.
Процесс подготовки, крушения и исследования результатов был заснят для телевидения и показан в виде 2-часового эпизода во 2 сезоне сериала «Curiosity» на канале Discovery, а также в виде отдельного полуторачасового фильма «Крушение самолёта» на Channel 4.

## Самолёт
Для эксперимента финансирующие проект телевизионные компании приобрели самолёт Boeing 727-212 (серийный номер 21348, заводской 1287), построенный в сентябре 1977 года для авиакомпании Singapore Airlines, где он летал с бортовым номером 9V-SGB. Позже борт был продан бразильской VASP, где получил регистрацию PP-SMK, а затем летал в нескольких американских авиакомпаниях с номерами N26729 и N293AS. В 1996 году он использовался Бобом Доулом для перелётов во время его президентской кампании. Последним американским владельцем стала компания Broken Wing LLC, которая занималась планированием и осуществлением эксперимента. По бюрократическим причинам она передала самолёт мексиканской продакшн-компании, зарегистрировавшей его под номером XB-MNP. В конструкцию судна, получившего имя «Big Flo», были внесены изменения, позволявшие управлять им дистанционно.

## Эксперимент
Подготовка эксперимента заняла 4 года. Выбор на Мексику пал после отказа американских авиационных властей в разрешении провести его в США. Создателям пришлось получить у правительства Мексики несколько федеральных допусков. Поскольку в районе проведения эксперимента находилось несколько населённых пунктов, было поставлено условие, что на начальном этапе своего последнего полёта самолёт должен будет управляться экипажем, находящимся на борту.
В качестве самолёта сопровождения был выбран SIAI-Marchetti SF.260, однако, в последний момент из-за поломки его топливного насоса пришлось использовать более медленный Cessna 337B Skymaster (рег. N5456S), что создало сложности, так как минимальная скорость Boeing 727 превышала его максимальную скорость. Для обеспечения безопасности район крушения был оцеплен охраной, а также мексиканской полицией и военными.
Утром 27 апреля 2012 года самолёт под управлением Джим-Боба Слокама, очень опытного пилота Boeing 727 и активного спортсмена-парашютиста, поднялся в воздух со взлётной полосы аэропорта имени генерала Родольфо Санчеса Табоады в Мехикали. Помимо Слокама на борту находились второй пилот Билл Уорлик, бортинженер Джерри Деари, и парашютисты (тандем-мастера и видеооператоры). Полёт к месту крушения проходил на высоте 6000 футов (1829 метров). Самолёт сопровождения летел позади. Когда Boeing 727 достиг пустыни Сонора (за 30 минут до крушения), второй пилот и бортинженер покинули борт на тандемных парашютах. Последними самолёт покинули КВС Слокам и снимавший его оператор, парашютировавшись с высоты 3600 футов (1097 метров) за 4 минуты до крушения. После этого дистанционное управление «Боингом» принял находившийся на борту самолёта сопровождения пилот Чип Шанле. За минуту до посадки, на высоте 800 футов (244 метра) Шанле перевёл двигатели лайнера в режим полётного малого газа. Но вскоре «Big Flo» из-за большей скорости оторвался от самолёта сопровождения, радиосигнал управления был утерян, в результате чего Boeing приземлился на некотором расстоянии от планируемого места и с вертикальной скоростью на 2,54 м/с меньше планируемого значения в 10,16 м/с.
«Big Flo» ударился о землю с отрицательным углом тангажа, горизонтальной скоростью 120 узлов (222 км/ч) и вертикальной 1500 футов в минуту (7,62 м/с). От удара лайнер распался на несколько частей. Носовая часть судна с кабиной и передней частью салона оторвалась, также отвалилось несколько более мелких фрагментов. Все три двигателя остались целыми и продолжали работать после крушения. Удостоверившись в отсутствии возгорания, пожарные приблизились к обломкам и направили в воздухозаборники струи воды, что привело к остановке двигателей.
Убедившись, что обломки не представляют опасности, учёные поднялись на борт для документации результатов эксперимента.

## Последствия

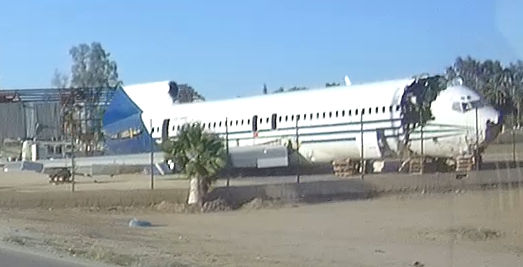
Останки самолёта в 2016 году

Место крушения было тщательно зачищено во избежание экологического ущерба. Уборка производилась под наблюдением мексиканских властей. Крупные обломки самолёта были вывезены на площадку возле федерального шоссе 5 к югу от Мехикали (32°30′05″ с. ш. 115°23′48″ з. д.), где всё ещё находятся по состоянию на февраль 2021 года.

## Выводы
Исследование показало, что в подобном крушении наибольшему риску подвергаются пассажиры, сидящие в передней части салона. Одно из передних кресел в момент разлома было выброшено из самолёта; сидящие спереди пассажиры погибли бы в результате механических повреждений и перегрузок, превышающих 12 g. Пассажиры в районе крыла получили бы серьёзные, но не смертельные травмы и переломы. В то же время подобные травмы могли ограничить их способность к передвижению, что в случае пожара на борту могло стать фатальным фактором. Манекены, помещённые ближе к хвостовой части, остались практически неповреждёнными. Но каждая авария уникальна, и если бы самолёт сначала ударился хвостовой частью (как в случае катастроф Boeing 777 в Сан-Франциско или Boeing 737 в Кегворте), сильнее всего пострадали бы пассажиры, сидевшие сзади.
Эксперимент подтвердил, что пассажиры, не принявшие рекомендуемую при аварийной посадке позу (пригнуться к коленям и обхватить голову руками) подвергаются большему риску, чем пассажиры, её принявшие. Если в момент удара пассажир сидит прямо, возрастает шанс сильного удара головой о стоящее впереди кресло (что может привести к черепно-мозговой травме или перелому шеи), а также шанс попадания в него летающих по салону обломков и предметов.
Большую опасность для пассажиров представляют летающие по салону незакреплённые объекты и обломки, которые при попадании в людей могут нанести опасные травмы. Проводка и отломавшиеся элементы отделки и оборудования самолёта могут стать препятствиями на пути к эвакуации.

## На телевидении
Телевизионные фильмы об эксперименте были выпущены каналами Discovery (США), Dragonfly Film and Television Productions (Великобритания), Channel 4 (Великобритания), ProSieben (Германия) и France 5 (Франция).
Управляемому крушению Боинга был посвящён 2-часовой эпизод «Крушение самолёта» телесериала «Curiosity» на канале Discovery. Эпизод вышел в эфир 7 октября 2012 года, закадровый текст читал Джош Чарльз.
Отдельный 95-минутный фильм «Крушение самолёта» был показан британским телеканалом Channel 4 в день 11 октября 2012 года. Дата выхода в эфир подверглась критике, так как это произошло спустя всего лишь несколько дней после катастрофы Dornier Do 228 в Непале.
Двухчасовой эпизод «Крушение самолёта» был показан на Discovery Channel Canada (28 октября 2012 года) и Discovery Channel India (17 декабря 2012). ProSieben показал фильм в конце 2012 года. 23 июня 2013 года фильм вышел на французском канале France 5.